# Mychajlo Zabrods'kyj
Mychajlo Vitalijovyč Zabrods'kyj (in ucraino Михайло Віталійович Забродський?; Dnipro, 24 gennaio 1973) è un generale e politico ucraino.
Deputato della Verchovna Rada dall'agosto 2019 per il partito Solidarietà Europea, è stato comandante delle Forze d'assalto aereo ucraine dal 2015 al 2019 e vice comandante in capo delle Forze armate ucraine da aprile 2023 a febbraio 2024. È stato nominato Eroe dell'Ucraina nel 2014 e tenente generale nel 2016.

## Biografia
Nato a Dnipro in una famiglia di militari, nel 1994 si è laureato presso l'accademia militare di San Pietroburgo, dopo aver prestato servizio per cinque anni nelle Forze armate della Federazione Russa. Nel 2000, dopo essere tornato in Ucraina, ha iniziato a prestare servizio nella 95ª Brigata aeromobile come comandante di plotone. Dal 2005 al 2006, nell'ambito del programma di assistenza militare internazionale, ha studiato presso lo United States Army Command and General Staff College.
Nel 2009, con il grado di tenente colonnello, è stato capo di stato maggiore e primo vice comandante della 95ª Brigata aeromobile, e nell'autunno dello stesso anno è stato nominato comandante del contingente ucraino facente parte del Battaglione polacco-ucraino delle forze di pace in Kosovo, che era composto dal personale militare della 95ª Brigata aeromobile dell'8º Corpo d'armata dell'esercito ucraino. Nel gennaio 2013 è stato nominato comandante della 95ª Brigata aeromobile a Žytomyr.
Nel 2014 ha preso parte alla guerra del Donbass contro le milizie separatiste filo-russe. La 95ª Brigata aeromobile, al comando di Zabrods'kyj, ha svolto il compito di assediare le città di Slov"jans'k e Kramators'k, ha occupato e ha mantenuto uno strategico punto d'appoggio sul monte Karačun, dove era situata un'antenna televisiva. Nell'estate del 2014, la 95ª Brigata sotto il suo comando ha condotto un'incursione dietro le linee nemiche. In due settimane, eseguendo missioni di combattimento, la brigata ha percorso 470 km da Slov"jans'k a Mariupol', poi lungo il confine russo-ucraino, ed è tornata a Slov"jans'k attraverso Luhans'k. Secondo l'esperto statunitense Philip Karber è stata la più profonda incursione di una formazione armata nella storia militare recente. Il 3 e 4 giugno 2015 ha comandato le forze ucraine durante la battaglia per il controllo di Mar"ïnka. Il 1º agosto 2015 gli è stato conferito il grado militare di maggior generale, mentre il 5 dicembre 2016 quello di tenente generale.
Nel giugno 2017 si è laureato a distanza presso l'Università Nazionale della Difesa dell'Ucraina. Il 24 agosto 2014 ha comandato un battaglione di parata composto dalle forze militari coinvolte nella guerra del Donbass durante parata in onore del Giorno dell'Indipendenza dell'Ucraina. Nel marzo 2015 è stato nominato comandante delle truppe aviotrasportate dell'Ucraina. Nel settembre 2017, il Comitato investigativo della Russia ha avviato un procedimento penale contro Zabrods'kyj ai sensi degli articoli 356 e 357 del codice penale della Federazione Russa (per uso di mezzi e metodi di conduzione della guerra vietati e per genocidio). Da novembre 2017 a marzo 2018 è stato il comandante dei reparti "antiterrorismo" coinvolti nella guerra del Donbass.
Ha partecipato alle elezioni parlamentari in Ucraina del 2019 con il partito Solidarietà Europea, quarto partito per numero di parlamentari nel Paese, dell'ex presidente ucraino Petro Porošenko. È stato membro del gruppo per le relazioni interparlamentari con la Repubblica Italiana.
Il 20 marzo 2023 ha rinunciato al proprio mandato parlamentare, e il mese successivo è stato nominato vice comandante in capo delle Forze armate dell'Ucraina, incarico ricoperto fino al 10 febbraio 2024.

## Inchiesta televisiva nel caso Andrea Rocchelli
In un'inchiesta giornalistica andata in onda su Rai News 24, un sedicente disertore della 95ª Brigata d'assalto aereo dell'esercito ucraino, fuggito nell'Unione europea, col volto oscurato e protetto dall’anonimato, accusa Zabrods'kyj di aver dato l'ordine di sparare con l'artiglieria per eliminare un gruppo di civili ad Andreevka, nelle vicinanze di Slov"jans'k, tra i quali c'era il reporter italiano Andrea Rocchelli. Nell'attacco morirono sia Rocchelli che l'attivista per i diritti umani e interprete Andrej Mironov.

## Onorificenze

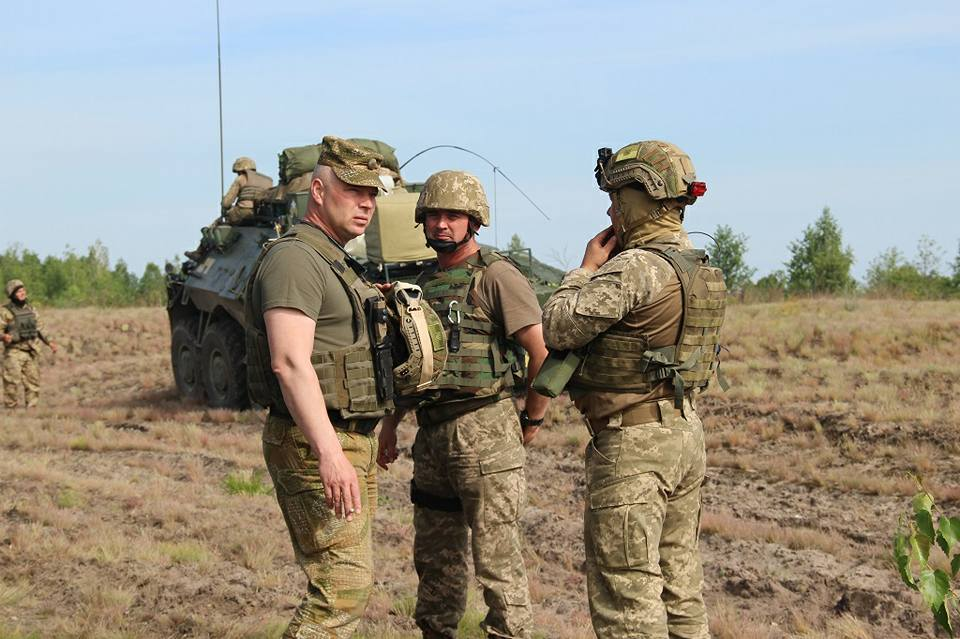
Il tenente generale Mychajlo Zabrods'kyj (a sinistra) nella 95ª Brigata d'assalto aereo, 2017